# Papaztac
Dans la mythologie aztèque, Papaztac (nahuatl : papaztac "l'énervé") est un dieu mineur de l'ivresse. Il est l'un des Centzon Totochtin, les 400 fils de Mayahuel et Patecatl.